# Many Happy Returns (Sherlock)
Many Happy Returns est un mini-épisode spécial Noël de la série télévisée britannique Sherlock qui sert de prélude à la troisième saison. Cet épisode est disponible sur BBC iPlayer, le service BBC Red Button, ainsi que sur la chaîne YouTube de la BBC,.

## Intrigue
« A series of seemingly unconnected crimes stretching from Tibet to India to Germany. Sherlock Holmes has been gone for two years. But someone isn't quite convinced that he's dead... »,

 (trad. litt. : « Une série d'évènements qui semblent non connectés s'étendent du Tibet à l'Inde en passant par l'Allemagne. Sherlock a disparu il y a deux ans. Mais quelqu'un est convaincu qu'il n'est pas mort... ») 
Philip Anderson est obsédé par Sherlock depuis la mort de ce dernier, c'est pourquoi il essaie de convaincre Greg Lestrade, un autre détective, que Sherlock est toujours vivant en lui racontant certains évènements qui ont eu lieu au Tibet, en Inde et en Allemagne - entre autres. Cependant, Lestrade est convaincu que Sherlock est mort et dit à Anderson qu'il devrait arrêter ses recherches. Lestrade rend ensuite visite à John qui a déménagé de Baker Street depuis la mort de Sherlock. Il donne à John quelques vieux objets qui appartenaient à Sherlock, dont un message vidéo pour l'anniversaire de John. Dans le message, Sherlock déclare qu'il verra John très bientôt et lui souhaite un joyeux anniversaire sans lui, sachant qu'il est "occupé".